# Charles Spencer, 3:e earl av Sunderland
Charles Spencer, 3:e earl av Sunderland, född den 23 april 1675, död den 19 april 1722, var en brittisk politiker och bibliofil. Han var son till Robert Spencer, 2:e earl av Sunderland och far till Charles Spencer, 5:e earl av Sunderland.
Sunderland blev 1695, då ännu bärande titeln lord Spencer, ledamot av underhuset, där han anslöt sig till whigpartiet. Hans giftermål 1699 med Anne Churchill, dotter till hertigen av Marlborough, hade ej ringa politisk betydelse, eftersom det väsentligt bidrog att närma hertigen och i synnerhet hertiginnan till whigs. 
Spencer, som 1702 ärvt faderns earltitel, blev i december 1706 statssekreterare och tillhörde 1708-10 den av fem whigledare bildade så kallade junta, som en tid helt behärskade drottningen. Spencer hade betydande andel i förföljelsen mot doktor Sacheverell och avskedades juni 1710. Tidigt hade han knutit förbindelser med kurfurst Georg av Hannover, men då denne 1714 som Georg I blev engelsk konung, sveks Spencers förhoppningar på en inflytelserik rådgivarställning. Först 1715 kom han in i kabinettet, och 1717 lyckades han undantränga sin rival Townshend från dennes statssekreterarpost. 
Året därpå blev han lordpresident och förste skattkammarlord. Från denna sin ställning som faktisk premiärminister störtades han 1721 av Walpole till följd av den harm det av Spencer gynnade Söderhavskompaniets finansiella katastrof framkallade bland allmänheten. Som politiker ansågs Spencer intrigant, våldsam och högdragen.
Han var även Groom of the Stool till George I 1719-1722. 
Sin lediga tid använde han till att samla sällsynta böcker; hans av samtiden mycket prisade bibliotek på Althorp flyttades 1749 till Blenheim Palace och såldes på 1880-talet av George Charles Spencer-Churchill, 8:e hertig av Marlborough.